# Neuapostolische Kirche Hessen/Rheinland-Pfalz/Saarland

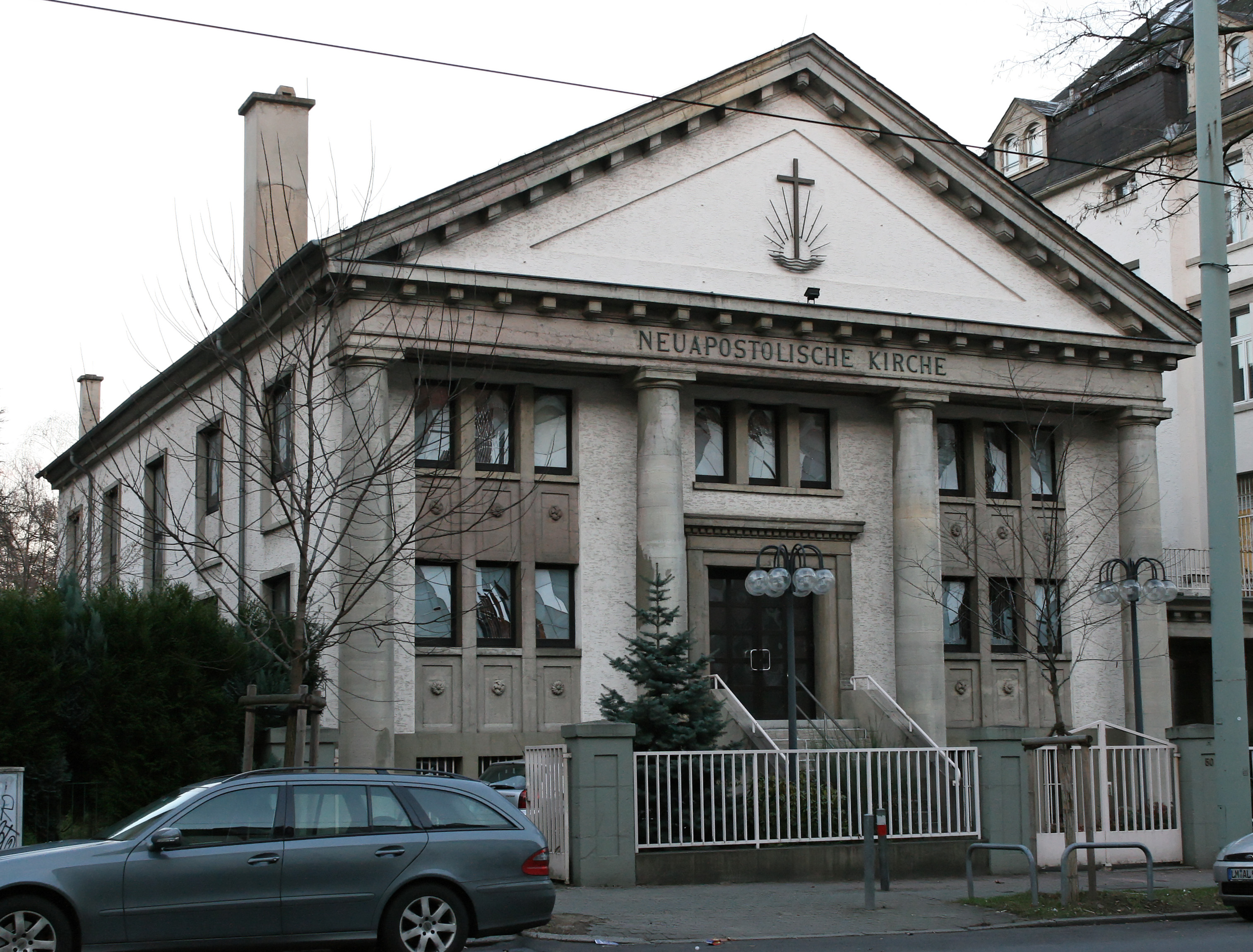
Kirche in Frankfurt am Main, Sophienstraße 50

Die Neuapostolische Kirche Hessen/Rheinland-Pfalz/Saarland war eine Gebietskirche der Neuapostolischen Kirche, die Hessen, Rheinland-Pfalz, das Saarland sowie kleinere Teile Nordrhein-Westfalens (Siegen und Siegerland) und Bayerns (Aschaffenburg, Bad Brückenau, Klingenberg am Main, Wertheim) umfasste. Sie ist zum 1. Januar 2018 in der Neuapostolischen Kirche Nordrhein-Westfalen aufgegangen, deren Name in Neuapostolische Kirche Westdeutschland geändert wurde. Von der Gebietskirche aus wurden die neuapostolischen Christen und Gemeinden in Belgien, Luxemburg, im Nahen Osten, Nordafrika und Nordwestafrika betreut. Ab Dezember 2013 kam noch Frankreich hinzu.
Sie hatte den Status einer Körperschaft des öffentlichen Rechts.

## Geschichte
Die ersten katholisch-apostolischen Gemeinden entstanden hier ab 1848 (Marburg).
Erste neuapostolische Gemeinden entstanden in Mittelhessen ab 1881, im Rhein-Main-Gebiet ab 1885. Bereits Ende 1864 wurde Apostel Johann Christoph Hohl in Hamburg berufen. Dieser wirkte, nach einem längeren Aufenthalt in seiner württembergischen Heimat Weikersheim, ab 1881 in Gießen, ab 1885 in Frankfurt am Main, unterstützt vom Evangelisten Georg Gustav Adolf Ruff. Somit kann man als Geburtsstunde der Gebietskirche Hessen 1881 ansetzen.
Nach Hohls Tod 1887 wurde die Gebietskirche vom neugerufenen und ordinierten Apostel Ruff geleitet. Dieser erkrankte etwa um die Jahrhundertwende schwer. Ihm zur Hilfe wurde 1905 der damalige Bischof Johann Gottfried Bischoff als Apostelhelfer ordiniert. Dieser wurde 1906 – nachdem der Apostel Ruff verstarb – zum Apostel für den damals sogenannten Bezirk Frankfurt ordiniert.
1907 umfasste dieser Bezirk alle neuapostolischen Gemeinden im heutigen Hessen, in Rheinland-Pfalz, dem Saarland, Bayern und Baden-Württemberg. Sitz der Gebietskirche war ab 1907 nicht mehr Frankfurt am Main, sondern Mainz.
1924 wurde mit dem Bau einer neuen Kirche für Frankfurt-West in der Sophienstraße 50 begonnen, die Ende 1925 eingeweiht wurde. Gleichzeitig wurde auf dem Nachbargrundstück ein Wohnhaus erstellt, in dem seitdem für viele Jahre die Verwaltung der Neuapostolischen Kirche Frankfurt untergebracht war.
Nachdem Johann Gottfried Bischoff als Stammapostel die Leitung der Kirche übernahm (1930), folgten ihm als Bezirksapostel der Gebietskirche Arthur Landgraf (1933–1936), Emil Buchner (1936–1951), Gottfried Rockenfelder (1952–1984), Klaus Saur (1984–1995, war bis April 2006 Bezirksapostel der Gebietskirche Süddeutschland), Hagen Wend (1995–2009) und Bernd Koberstein (11. Januar 2009 bis 31. Dezember 2017 bzw. 25. Februar 2018).
Zum 1. Januar 2001 fusionierten die von Bezirksapostel Hagen Wend geleiteten drei Gebietskirchen Hessen, Rheinland-Pfalz und Saarland zur neuen Gebietskirche Hessen/Rheinland-Pfalz/Saarland. Diese wiederum ging zum 1. Januar 2018 in die Gebietskirche Nordrhein-Westfalen auf, die gleichzeitig in Gebietskirche Westdeutschland umbenannt wurde. Bernd Koberstein blieb bis zur Versetzung in den Ruhestand am 25. Februar 2018 noch knapp zwei Monate für die Gemeinden im Bereich seiner ehemaligen Gebietskirche verantwortlich.